# 小说面面观
《小说面面观》（英語：Aspects of the Novel）是著名小说家爱德华·摩根·福斯特的一本著作，由1927年他在剑桥大学三一学院的一系列关于英语小说的讲座汇编而成。通过经典文本的例证，重点介绍了小说的七个方面：故事、人物、情节、幻想、预言、模式和节奏。
一些评论家对福斯特关于如何写作的规范理论表示了异议。威廉·萨默塞特·毛姆评论说，在读了这本书后，“我了解到写小说的唯一方法，就是像E.M.福斯特先生一样”。弗吉尼亚·吴尔夫一方面赞扬了这本书，但也承认，制定规则对于写作最终并没有多大帮助，“没有人知道关于小说的法则”。
然而，本小說的豐富內容不止停頓在文學評析的範式探討上，文章使用了大量強烈的比喻與巧妙的聯想，還有深刻的幽默，最精彩的部份在於作者憑藉極為驚人的準確感知，突然完整的構建出某個人物的心理性格。這也是當初的演講為何在英國引起轟動的原因之一。

## 圓形人物與扁平人物
一如它們的名稱，圓形人物（round characters）是圓形的，而扁平人物（flat characters）是扁平的，這種差異並不是在科學和理性上進行對比的客觀現象，而是感性中的平衡與缺憾。就像在山林寧夜中眺望黑暗中的另一層黑暗，人物的情緒應該是流動和寫實的，他們擁有複雜的性格和多面性，也許會因為吃到了超好吃的食物，而對接下來的語調產生影響。是對春天的絮雨和秋日的晚風充滿感情的，也可以是寂詫和凝滯的，也許會隨著情節發展而成長和改變，或是在達到完美後逐漸墮落至死去。這類人物讓讀者感受到真實的情緒和內心中矛盾，在感性上是完整的，所以被稱為「圓形人物」。作為一個相對的概念，「扁平人物」的存在就顯得較為簡單，他們不會有太大的變化，一直保持著相同的感覺或者持有某個目的。誠然，有一些作者並沒有意識到人物的生命力，僅僅從自己的內心中挖出一些詞彙，刻薄的填入文章的空格中，會造成像這樣結果上的僵硬。但把扁平人物完全看成是一種缺陷是不公正的。許多時候，他們支撐起精心設計過的構造，推動情節發展或襯托圓形人物。例如，一個忠誠的僕人或一個刻板的反派。不止是這樣，寓言、童話等文學類型，也正是巧妙穿插或模糊了扁平人物與圓形人物的界線，才營造出了非常獨特的魅力。